# 귀인 엄씨
귀인 엄씨(貴人 嚴氏, ? ~ 1504년 4월 14일(음력 3월 20일))는 조선 성종의 후궁이다. 임영대군의 7남 단계부정(丹溪副正) 이인(李潾)의 처는 그의 친언니로, 그의 형부 단계부정은 남편 성종의 5촌 당숙뻘이 된다.

## 생애
본관은 영월이며, 본명은 은소사(銀召史), 또는 은소이(銀召伊)이다. 사직을 지내고 증 통정대부 이조참의에 추증된 엄산수(嚴山壽)와 남양 홍씨의 딸로 태어났다. 실록의 1504년(연산군 10년) 음력 3월 27일에, '엄씨의 맏누이 금소사(金召史)는 단계부정(丹溪副正)의 아내가 되었고...서누이 말금(末今)은...'라는 기록이 있다. 그녀의 언니가 왕족의 아내가 되었다는 것으로 보아, 엄씨도 양반가의 출신일 것으로 보인다. 또한 엄씨의 서자매를 따로 지칭한 것으로 보아, 엄씨는 양반가의 적출(嫡出)일 것으로 보인다. 처음에는 정3품 소용(昭容)이었으며, 후에 종2품 숙의(淑儀)에, 이어 종1품 귀인(貴人)에 진봉되었다. 할아버지 엄극인(嚴克仁)은 성균관진사이고, 증조부 엄유온(嚴有溫)은 세종 때 좌군도총제, 동지총제 등을 역임했으며, 고조부 엄준(嚴俊)은 고려 말 낭장을 지냈다.
그녀는 성종의 또다른 후궁인 귀인 정씨와 함께, 중전 윤씨를 모함하여 폐출케 하는 데 결정적인 역할을 한 후궁으로 알려져 있다. 이 때문에 연산군은 그녀와 정씨를 극도로 미워하였다. 결국 연산군은 갑자사화를 일으키면서, 1504년 음력 3월 20일 밤, 연산군은 창경궁 뒷뜰에 엄씨와 정씨를 결박시켜놓고 몽둥이로 때려서 살해하였다. 그녀가 죽은 뒤 그녀의 시체는 모두 찢겨 젓갈로 만들어졌고, 연산군은 그것을 아무데나 뿌려버리도록 지시하였다.
또한 엄씨의 가족들은 모두 참형을 당하였으며, 그녀의 유일한 소생인 공신옹주(恭愼翁主)는 폐서인이 된 후 유배되었다. 그러나 엄씨와 그 가족들, 공신옹주 등은 모두 중종반정이 일어나면서 복위되었으며, 공신옹주는 유배 시 남편의 신주를 품고 가 제사를 지내어 그 절의가 뛰어나다는 이유로 곡식을 하사받기도 하였다. 1506년 그녀의 두 친정오라비 엄회, 엄계도 처형되었다.

## 생년
흔히 소용 엄씨의 생년이 불분명한 것으로 알려져 있지만, 대략적인 해는 추정이 가능하다. 엄산수의 차남인 엄회는 1455년 생이고, 삼남인 엄계는 1456년 생이다. 그런데 엄회는 소용 엄씨의 오빠[兄]로 기록되어 있다. 이 세 사람은 모두 엄산수의 정실부인인 남양 홍씨의 소생이므로 소용 엄씨가 아무리 빨리 태어났다고 해도 1457년 이후에 태어났을 것이다. 또한 소용 엄씨의 친정 언니인 엄금소사가 1457년 이후에 태어났으므로 소용 엄씨의 생년을 1458년 이후로 추정할 수 있다. 소용 엄씨가 정확히 언제 후궁이 되었는지는 기록의 부재로 알 수 없으나 그녀가 최초로 사료에 등장한 것은 1477년 음력 3월 20일의 기록이다. 1477년 이전에 이미 후궁이 된 것으로 보이나 만약 1477년에 후궁이 되었다고 해도 십대 후반의 젊은 나이였다. 그 후 1481년3월 11일 딸인 공신옹주를 낳았다.(성종대왕 왕녀 태지석)
 만약 소용 엄씨가 1481년에 공신옹주를 낳았으니, 그녀는 늦어도 1466년 이전에는 탄생했어야 한다. 그러나 실제로 그녀가 1466년에 태어났을 가능성은 거의 없다. 1477년의 기록을 보면 소용 엄씨와 정씨는 중전 윤씨의 투기를 받을 정도로 성종의 총애를 받았다고 되어 있는데, 21살의 혈기왕성한 성종이 12살밖에 되지 않은 엄 소용을 총애했을 가능성이 희박하기 때문이다. 그녀의 생년을 오차 없이 넓게 추정해 보면 1458년에서 1466년 사이에 태어난 것이 확실하다. 그러나 실제로 그녀는 아무리 늦어도 1462년 이전에는 태어난 것으로 보인다. 성종의 다른 부인들과의 나이 차를 보면, 1456년 생인 공혜왕후, 1455년 생인 폐비 윤씨보다는 나이가 확실히 적고 1471년 생인 숙의 권씨보다는 나이가 많다. 또 1462년 생인 정현왕후와는 또래일 것으로 보인다. 실제로 정현왕후와 소용 엄씨의 첫 출산 연도도 비슷하다. 그녀와 가장 친밀한 관계였던 것으로 보이는 귀인 정씨와도 나이는 비슷했을 것으로 보이지만, 귀인 정씨가 그녀보다 먼저 임신(1477년)했던 것을 보면 귀인 정씨가 약간 나이가 많았던 것 같다. 최근 한 드라마에서 성종의 후궁들의 나이에 관해 언급하면서 이들의 나이가 '귀인 정씨-소용 엄씨-숙의 권씨-정현왕후'순이며, 정귀인과 엄소용이 성종보다 연상이라는 언급을 했으나 앞에서 밝혔듯이 이는 사실과 다르다.

## 가족 관계
- 증조부 : 엄유온 [嚴有溫, 조선개국원종공신,삼군도총제부 좌군동지총제(左軍同知摠制)]
- 조부 : 엄극인 (진사, 이조판서 최부의 사위)
- 아버지 : 엄산수 (嚴山壽, 사직 1423년-1504년, 경기도 파주, 갑자사화 참형)
- 어머니 : 남양 홍씨
- 숙부 : 엄송수 (세종 식년시 생원, 세조 춘장시 병과, 교리, 허업의 사위)
- 숙부 : 엄강수 (세종 식년시 생원)
- 오빠 : 엄훈 (선공감봉사, 경기도 이천으로 피신), 엄회 (금천현감, 증공조참의, 갑자사화 참형), 엄계 (증공조참의, 갑자사화 참형)
- 부군 : 성종 (成宗, 1457년-1494년, 재위:1469년-1494년)
  - 딸 : 공신옹주 (恭愼翁主, 1481 ~ 1549) - 한경침 (한명회의 손자)에게 하가
- 조카 : 엄용순(嚴用順, 엄훈의 아들, 사마시, 갑자사화에 생존, 경기도 이천 육괴정), 엄용공(嚴用恭), 엄용홍(嚴用弘), 엄용관(嚴用寬)
- 조카 : 엄한백(嚴漢伯), 엄한경(嚴漢卿), 엄한우(嚴漢友), 엄한붕(嚴漢朋)

## 귀인 엄씨가 등장하는 작품
- 《설중매》 (MBC, 1984년~1985년 배우:이미지)
- 《한명회》 (KBS, 1994년 배우:최정원)
- 《왕과 비》 (KBS, 1998년~1999년 배우:윤유선)
- 《왕과 나》 (SBS, 2007년~2008년 배우:한소정)
- 《인수대비》 (JTBC, 2011년~2012년 배우:박탐희)

## 참고 자료
- 《조선왕조실록》